# Satz von Kronecker über Reihenkonvergenz
Der Satz von Kronecker über Reihenkonvergenz  ist ein Lehrsatz der Analysis. Er wurde von Leopold Kronecker (1823–1891) im Jahre 1886 vorgestellt und gibt ein Kriterium für die Konvergenz unendlicher Reihen an.

## Formulierung des Satzes
Für jede  Folge {\displaystyle (a_{n})_{n\in {\mathbb {N} _{0}}}} von reellen Zahlen gilt:

Es ist notwendig und hinreichend für die Konvergenz der Reihe
{\displaystyle \sum _{n=0}^{\infty }{a_{n}}},

dass für jede Folge {\displaystyle (p_{n})_{n\in {\mathbb {N} _{0}}}} von positiven reellen Zahlen, welche monoton gegen {\displaystyle +\infty } ansteigt, die abgeleitete Quotientenfolge

{\displaystyle q_{n}={\frac {p_{0}\cdot a_{0}+p_{1}\cdot a_{1}+\cdots +p_{n}\cdot a_{n}}{p_{n}}}}

eine Nullfolge darstellt.

## Folgerungen
Der obige Satz zieht unmittelbar die folgende Aussage nach sich, welche auch unter dem Namen Lemma von Kronecker zitiert wird:
Für eine Folge {\displaystyle (a_{n})_{n\in {\mathbb {N} }}} von reellen Zahlen mit der Eigenschaft, dass

{\displaystyle \sum _{n=1}^{\infty }{\frac {a_{n}}{n}}}

konvergiert, gilt stets

{\displaystyle \lim _{n\to \infty }{{\frac {1}{n}}\cdot (a_{1}+\cdots +a_{n})}=0}.
Aus dem Lemma von Kronecker ergibt sich mit der Setzung {\displaystyle a_{n}=1} für {\displaystyle n\in {\mathbb {N} }} unmittelbar, dass die harmonische Reihe divergent sein muss.
Nicht zuletzt liefert das Lemma von Kronecker das entscheidende Argument im Beweis des Kolmogoroff'schen Gesetzes der großen Zahlen.